# Ferrovia Castelvetrano-San Carlo-Burgio
La ferrovia Castelvetrano-San Carlo-Burgio era una ferrovia a scartamento ridotto della Sicilia, delle Ferrovie dello Stato, che collegava la stazione di Castelvetrano alla linea a scartamento ridotto proveniente da Palermo (nella stazione di San Carlo) e da questa arrivava fino a Burgio. Nella stazione di Salaparuta avrebbe dovuto innestarsi la linea parzialmente realizzata Palermo Lolli-Salaparuta.

## Storia
La linea era stata progettata per collegare i comuni della valle del Belice. Nonostante fosse nata tra le prime ferrovie a scartamento ridotto delle Ferrovie dello Stato, trascorsero molti anni per il completamento della linea, che fu realizzata fra il 1910 ed il 1931 con estrema lentezza.
L’idea originaria era di costruire una linea circolare che da Castelvetrano andasse verso San Carlo, Burgio, Sant’Anna di Caltabellotta e Magazzolo per poi tornare a Castelvetrano via Sciacca e Menfi. La realizzazione del tratto da Burgio a Magazzolo venne accantonata quando fu evidente l’inadeguatezza delle ferrovie a scartamento ridotto.
Altro obiettivo di questa linea era quello di collegare Castelvetrano con le località servite dalla linea, allora privata, Palermo Sant'Erasmo - Corleone - San Carlo, che con il medesimo scartamento avrebbe consentito l’interscambio dei carri merci. A causa della previsione nel progetto iniziale di un lungo tratto con esercizio a dentiera, per evitare le eccessive soggezioni all'esercizio derivanti da questa scelta, si decise di spostare il tracciato inizialmente previsto.
| Tratta                                            | Inaugurazione   |
| ------------------------------------------------- | --------------- |
| Castelvetrano-Partanna                            | 20 giugno 1910  |
| Partanna-Santa Ninfa                              | 28 marzo 1914   |
| Santa Ninfa-Gibellina                             | 20 agosto 1916  |
| Gibellina-Salaparuta Poggioreale                  | 20 luglio 1922  |
| Salaparuta Poggioreale-Santa Margherita di Belice | 28 ottobre 1931 |
| Santa Margherita di Belice-San Carlo              | 28 ottobre 1928 |
| San Carlo-Burgio                                  | 28 ottobre 1931 |

Alla determinazione di rivedere il progetto contribuirono anche la franosità dei terreni da attraversare e la necessità di avvicinarsi a Salaparuta, punto d’innesto della prevista linea per Monreale e Palermo. 
Il primo tratto aperto fu quello tra Castelvetrano e Partanna, inaugurato il 20 giugno 1910 insieme con l’altra linea per Selinunte, poi prolungata fino a Porto Empedocle. Da Partanna i treni proseguirono per Santa Ninfa dal 28 marzo 1914 e per Gibellina dal 28 febbraio 1917. Dopo l’apertura del tratto Gibellina-Salaparuta-Poggioreale il 20 luglio 1922, fu aperta sul versante opposto la San Carlo-Santa Margherita Belice il 28 ottobre 1928 e tre anni dopo la linea fu interamente percorribile con l’inaugurazione della S. Margherita Belice - Salaparuta e l’aggiunta della San Carlo - Burgio. 
Sulla linea prestò servizio, a partire dal 1928 e per alcuni anni, una automotrice sperimentale, da 45 posti a sedere, costruita dalle Officine FS di Firenze con motore MAN da 150 CV che ricevette la classificazione RNe 8501 a partire dal 1929.
Nel 1950 avvenne l'immissione in servizio delle nuove automotrici RALn 60, che consentirono una consistente diminuzione dei tempi di percorrenza; ciò provocò un immediato aumento dei viaggiatori, sia per il maggiore comfort che per la maggiore velocità, ma a questo non fece seguito alcun ammodernamento del percorso.
Il tratto Salaparuta-San Carlo fu chiuso il 1º febbraio 1959 e soppresso nel 1961. Il tratto Castelvetrano-Salaparuta rimase in esercizio fino alla data del 15 gennaio 1968, giorno in cui il disastroso terremoto del Belice distrusse anche molti manufatti della linea ferrata. Da tale data la linea, che pur presentava ancora un discreto traffico viaggiatori, rimase sospesa, ma non vennero fatte né ricostruzioni né semplici riparazioni. I servizi ferroviari vennero soppressi definitivamente all'esercizio il 15 gennaio 1972, facendo riferimento al D.M. 1º marzo 1958, n. 4270, ma venne lasciato in esercizio il tratto Partanna-Santa Ninfa per il solo servizio merci. Il 16 agosto 1972 fu chiuso anche quest'ultimo e, con D.P.R. 11 ottobre 1972, n. 785, venne infine soppressa l'intera linea.

## Caratteristiche e percorso
| Unknown route-map component "exLCONTg" |

| Unknown route-map component "exKBHFa" |

| Unknown route-map component "exhKRZWae" |

| Unknown route-map component "exTUNNEL1" |

| Unknown route-map component "exBHF" |

| 105+602 |
| 73+400  |

| Unknown route-map component "exCONTgq" | Unknown route-map component "exABZgr" |  |

| Unknown route-map component "exHST" |

| Unknown route-map component "exBHF" |

| Unknown route-map component "exBHF" |

| Unknown route-map component "exHST" |

| Unknown route-map component "exhKRZWae" |

| Unknown route-map component "exHST" |

| Unknown route-map component "exBHF" |

| Unknown route-map component "exLCONTgq" | Unknown route-map component "exLSTRr" + Unknown route-map component "exSTR" |  |

| Unknown route-map component "exBHF" |

| Unknown route-map component "exHST" |

| Unknown route-map component "exBHF" |

| Unknown route-map component "exCONTgq" | Unknown route-map component "exABZgr" |  |

| Unknown route-map component "exBHF" |

| Unknown route-map component "exhKRZWae" |

| Unknown route-map component "exSKRZ-Mu" |

| Unknown route-map component "CONTgq" | Unknown route-map component "xABZg+r" |  |

| Station on track |

| Unknown route-map component "CONTgq" | Unknown route-map component "xABZgr" |  |

| Unknown route-map component "exCONTf" |

La ferrovia aveva origine dalla stazione di Castelvetrano della linea ferroviaria Castelvetrano-Porto Empedocle.
Lasciato l'abitato di Castelvetrano, la linea iniziava presto ad arrampicarsi con curve e controcurve sulle propaggini collinari sale fino alla stazione di Partanna, situata alla quota 359 e contigua alla città omonima, posta sul crinale che separa la valle del Modione da quella del Belice, e scendeva a valle per poi risalire verso Santa Ninfa fra rigogliose coltivazioni di viti ed ulivi. Da questa località, verso il 1930, venne costruito un breve tratto di 10 km per Salemi che, nelle intenzioni di progetto, doveva arrivare direttamente fino a Trapani, ma che non fu più realizzato e rimase come collegamento tra le due cittadine fino al 1954.

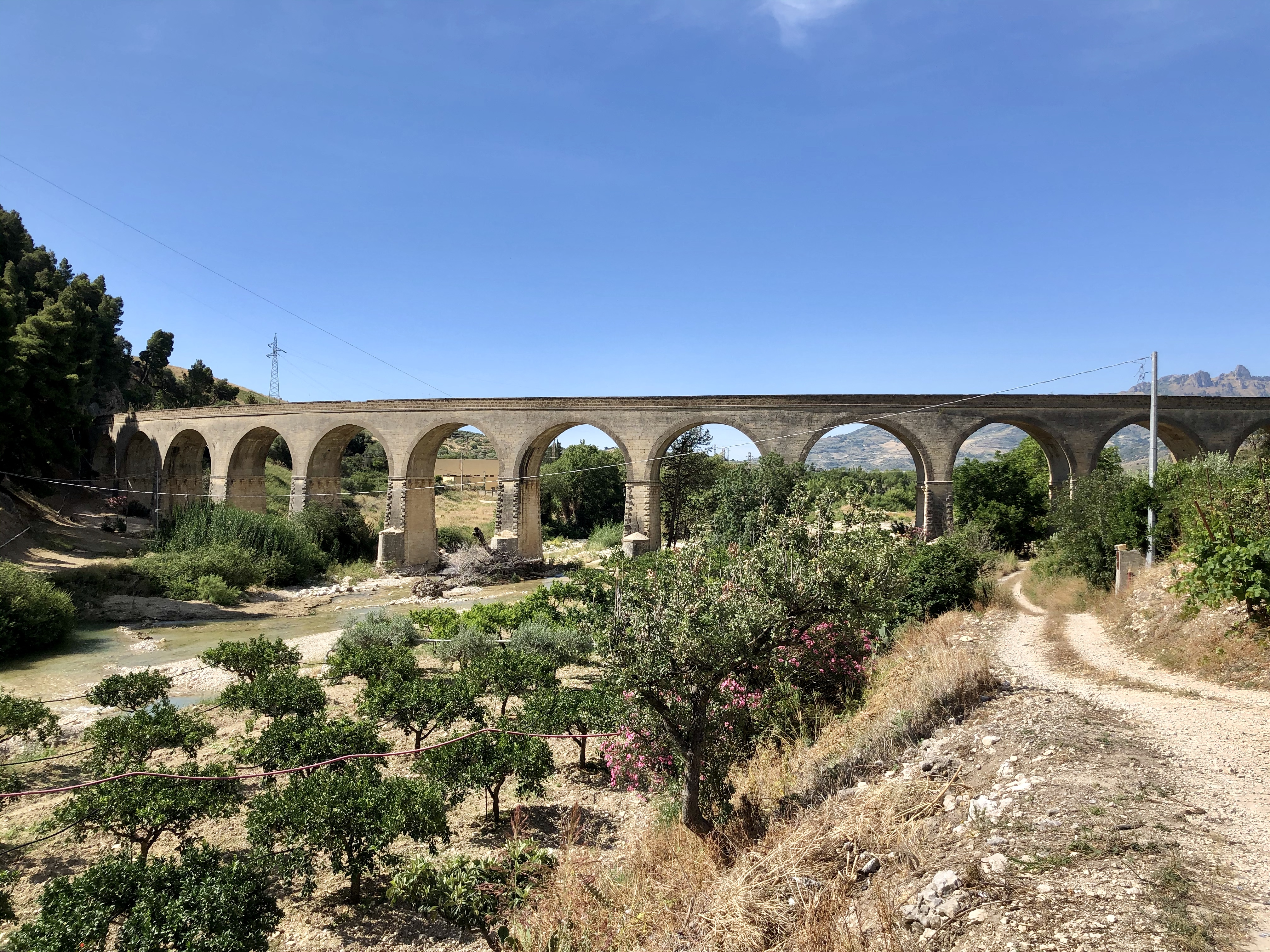
Viadotto ex ferrovia sul fiume Sosio

Da Santa Ninfa il tracciato continuava con alterne pendenze fino a Gibellina e Salaparuta e, superato il fiume Belice, si accostava alla S.S. 624 Palermo-Sciacca, nel tratto fra Poggioreale alla stazione di Santa Margherita di Belice. Da qui, allontanandosi dalla statale, giungeva a Sambuca di Sicilia e San Giacomo di Sicilia, poi si dirigeva verso San Carlo, stazione di diramazione per Palermo, posta alla quota 249,94 terminando la sua corsa a Burgio. 
Era in progetto un collegamento con la Castelvetrano-Porto Empedocle, passando per le stazioni di Villafranca e di Sant'Anna di Caltabellotta, raggiungendo la stazione di Bivio Sciacca, posta alla quota 32 sulla destra del fiume Verdura, ma non fu mai realizzato.
La linea era armata con rotaie da 27 kg/m montate su traversine di legno distanti 0,82 m l'una dall'altra. Tale tipo di costruzione, molto in economia, permetteva solo basse velocità di linea non superiori a 30 km/h per i treni a vapore e, in seguito, di 50 km/h per le automotrici. Le pendenze massime del 30‰ adottate su questa linea interna hanno permesso di superare i forti dislivelli senza bisogno di ricorrere al mezzo dell'aderenza artificiale. 
Le opere d'arte, che hanno maggiore importanza erano il viadotto a sette arcate, ciascuna delle quali di 8 metri di luce sul torrente Modione, nel tronco Castelvetrano-Partanna, quello a sei arcate di 12 metri ciascuna sul fiume Belice nel tratto Gibellina-Belice e un viadotto di 224 metri a tredici arcate sul fiume Sosio nel tratto tra San Carlo e Burgio, e inoltre vi sono sei gallerie, ciascuna di breve lunghezza. 
Non venne mai fatto alcun ammodernamento degli impianti fino alla chiusura.
La circolazione dei treni sulla linea veniva regolata mediante l'impiego della Dirigenza unica. Le stazioni erano affidate a degli incaricati, detti assuntori, che però non avevano competenze di circolazione. A queste provvedeva il personale dei treni, capotreno e macchinista, collegandosi telefonicamente con il Dirigente unico. Il segnalamento era del tutto assente nelle stazioni, eccetto che in quella di Castelvetrano e in quelle di diramazione, San Carlo e Santa Ninfa.

## Rotabili
Il parco mezzi di trazione faceva capo ai depositi locomotive di Castelvetrano e Palermo Sant'Erasmo. Vi svolsero servizio le locomotive a vapore dei gruppi R.301, R.302 ed R.402 e, in seguito, le automotrici RALn 60.